# Goleamo Dreanovo, Stara Zagora
Goleamo Dreanovo (în bulgară Голямо Дряново) este un sat în comuna Kazanlăk, regiunea Stara Zagora,  Bulgaria. 

## Demografie
Componența etnică a satului Goleamo Dreanovo
     Bulgari (99,23%)
     Nicio identificare (0,76%)
     Altele (0%)
La recensământul din 2011, populația satului Goleamo Dreanovo era de 262 locuitori. Din punct de vedere etnic, majoritatea locuitorilor (99,23%) erau bulgari. Pentru 0,76% din locuitori nu este cunoscută apartenența etnică.